# War (album, U2)
War je třetí album rockové skupiny U2, které vyšlo v roce 1983. Album je považováno za první politické album skupiny. Projevoval se na něm pacifismus a touha po hledání řešení konfliktů v tehdejším Irsku. Texty jsou více odvážné a přímější než na jejich předchozím albu October.
Mezi nejslavnější hit z alba patří píseň Sunday Bloody Sunday, kterou U2 napsali jako reakci na masakr na tzv. Krvavou neděli z 30. ledna 1972, při kterém bylo v Severním Irsku britskými vojáky zabito 13 neozbrojených účastníků protestního pochodu.
Další hit na albu, píseň New Year's Day, byla inspirována polským hnutím Solidarita, které přispělo k pádu komunismu.

## Vydání alba
Album bylo po vydání přijato velmi kladně. V Británii se dostalo na první místo žebříčku během prvního týdne a úspěch mělo i v Americe (12. místo v hitparádě). Celý rok 1983 U2 strávili koncertováním.

## Zajímavosti
Když U2 hráli poprvé píseň Sunday Bloody Sunday v Belfastu v Severním Irsku Bono slíbil, že pokud se davu píseň nebude líbit, již jí nikdy nezahrají znovu naživo. Lidem se ale píseň líbila.
Platí tradice, že na živých vystoupeních při písni New Year's Day dav v Polsku vytváří pomocí triček polskou národní vlajku.
Albu dána pozice 221 v Rolling Stones magazínu 500 nejlepších alb všech dob.

## Písně
1. „Sunday Bloody Sunday“ 4:38
2. „Seconds“ 3:09
3. „New Year's Day“ 5:38
4. „Like a Song…“ 4:48
5. „Drowning Man“ 4:12
6. „The Refugee“ 3:40
7. „Two Hearts Beat as One“ 4:00
8. „Red Light“ 3:46
9. „Surrender“ 5:34
10. „40“ 2:36

Celková délka: 42:03

## Skupina U2
- Bono – zpěv
- The Edge – elektrická kytara
- Adam Clayton – basová kytara
- Larry Mullen Jr. – bicí